# 第28回ダヴィッド・ディ・ドナテッロ賞
第28回ダヴィッド・ディ・ドナテッロ賞（だい28かいダヴィッド・ディ・ドナテッロしょう）の授賞式は、1983年7月2日にローマで行われた。

## 受賞とノミネート一覧
太字が受賞者。

### 作品賞
- サン★ロレンツォの夜 La notte di San Lorenzo（監督：パオロ＆ヴィットリオ・タヴィアーニ）
- Il mondo nuovo（監督：エットレ・スコラ）
- Colpire al cuore（監督：ジャンニ・アメリオ）

### 監督賞
- パオロ＆ヴィットリオ・タヴィアーニ（『サン★ロレンツォの夜』）
- ジャンニ・アメリオ（『Colpire al cuore』）
- エットレ・スコラ（『Il mondo nuovo』）

### 新人監督賞
- フランチェスコ・ラウダディオ（『Grog』）
- マルコ・リージ（『Vado a vivere da solo』）
- チンツィア・T・H・トッリーニ（『Giocare d'azzardo』）
- ロベルト・ベニーニ（『Tu mi turbi』）

### 脚本賞
- セルジオ・アミデイ、エットレ・スコラ（『Il mondo nuovo』）
- パオロ＆ヴィットリオ・タヴィアーニ（『サン★ロレンツォの夜』）
- ジャンニ・アメリオ、ヴィンチェンツォ・チェラーミ（『Colpire al cuore』）

### プロデューサー賞
- ジュリアーノ・G・デ・ネグリ（『サン★ロレンツォの夜』）
- レンツォ・ロッセリーニ（『Il mondo nuovo』）
- カルロ・クッキ、シルヴィア・ダミーコ・ベネディコ（『State buoni se potete』）

### 主演女優賞
- ジュリアーナ・デ・シーオ（『ハスラー・ザ・ファイナル』）
- ジュリアーナ・デ・シーオ（『Sciopèn』）
- ハンナ・シグラ（『ピエラ　愛の遍歴』）
- マリアンジェラ・メラート（『Il buon soldato』）

### 主演男優賞
- フランチェスコ・ヌーティ（『ハスラー・ザ・ファイナル』）
- ジョニー・ドレッリ（『State buoni se potete』）
- マルチェロ・マストロヤンニ（『Il mondo nuovo』）

### 助演女優賞
- ヴィルナ・リージ（『Sapore di mare』）
- リーナ・ポリート（『Scusate il ritardo』）
- ミレーナ・ヴコティッチ（『Amici miei atto II』）

### 新人女優賞
- フェデリーカ・マストロヤンニ（『State buoni se potete』）
- ノルマ・マルテッリ（『サン★ロレンツォの夜』）
- ティツィアーナ・ピーニ（『In viaggio con papà』）

### 助演男優賞
- レッロ・アレーナ（『Scusate il ritardo』）
- ティーノ・スキリンツィ（『Sciopèn』）
- パオロ・ストッパ（『Amici miei atto II』）

### 新人男優賞
- ファウスト・ロッシ（『Colpire al cuore』）
- マルチェロ・ロッティ（『ハスラー・ザ・ファイナル』）
- カルロ・デ・マッテイス（『Sciopèn』）

### 撮影監督賞
- フランコ・ディ・ジャコモ（『サン★ロレンツォの夜』）
- アルマンド・ナンヌッツィ（『Il mondo nuovo』）
- カルロ・ディ・パルマ（『ある女の存在証明』）

### 作曲賞
- アンジェロ・ブランドゥアルディ（『State buoni se potete』）
- ニコラ・ピオヴァーニ（『サン★ロレンツォの夜』）
- アルマンド・トロヴァヨーリ（『Il mondo nuovo』）

### 美術賞
- ダンテ・フェレッティ（『Il mondo nuovo』）
- マルコ・フェレーリ（『ピエラ　愛の遍歴』）
- ジャンニ・ズバッラ（『サン★ロレンツォの夜』）

### 衣装デザイン賞
- ガブリエッラ・ペスクッチ（『Il mondo nuovo』）
- ニコレッタ・エルコレ（『ピエラ　愛の遍歴』）
- ルチア・ミリソーラ（『State buoni se potete』）
- リーナ・ネルリ・タヴィアーニ（『サン★ロレンツォの夜』）

### 編集賞
- ロベルト・ペルピニャーニ（『サン★ロレンツォの夜』）
- ライモンド・クロチャーニ（『Il mondo nuovo』）
- ルッジェーロ・マストロヤンニ（『Amici miei atto II』）

### 外国人監督賞
- スティーブン・スピルバーグ（『E.T.』）
- ブレイク・エドワーズ（『ビクター／ビクトリア』）
- コスタ・ガヴラス（『ミッシング』）

### 外国脚本賞
- ブレイク・エドワーズ（『ビクター／ビクトリア』）
- ジョン・ブライリー（『ガンジー』）
- コスタ・ガヴラス、ドナルド・E・スチュワート（『ミッシング』）

### 外国プロデューサー賞
- リチャード・アッテンボロー（『ガンジー』）
- キャスリーン・ケネディ、スティーブン・スピルバーグ（『E.T.』）
- Guney Film、Cactus Film（『路 YOL』）

### 外国人女優賞
- ジュリー・アンドリュース（『ビクター／ビクトリア』）
- シシー・スペイセク（『ミッシング』）
- ジェシカ・ラング（『トッツィー』）

### 外国人男優賞
- ポール・ニューマン（『評決』）
- ジャック・レモン（『ミッシング』）
- ダスティン・ホフマン（『トッツィー』）

### 外国映画賞
- ガンジー（監督：リチャード・アッテンボロー）
- 路 YOL（監督：ユルマズ・ギュネイ）
- ビクター／ビクトリア（監督：ブレイク・エドワーズ）
- ミッシング（監督：コスタ・ガヴラス）

### アリタリア航空賞
- パオロ＆ヴィットリオ・タヴィアーニ（『サン★ロレンツォの夜』）

### ダヴィッド・ルキノ・ヴィスコンティ賞
- オーソン・ウェルズ

### ダヴィッド・ルネ・クレール賞
- マヌエル・グティエレス・アラゴン

### ダヴィッド・ヨーロッパ賞
- リチャード・アッテンボロー

### ダヴィッド特別賞
- マルチェロ・マストロヤンニ
- ハンナ・シグラ